# Most Piotra Skargi
Most Piotra Skargi (dawniej Taschenbrücke) – most nad Fosą Miejską we Wrocławiu, w linii ulicy Piotra Skargi. Wybudowany w 1842, sklepiony, z cegły; w I połowie XX wieku został po obu stronach poszerzony uzyskując z obu stron sklepione przęsła betonowe.
W 1967 r., podczas generalnej przebudowy (połączonej z poszerzeniem) ulicy Piotra Skargi, stary most zastąpiono nowym, 33-metrowej szerokości jednoprzęsłowym mostem żelbetowym, opartym na betonowych przyczółkach. Most o rozpiętości 8 metrów zbudowany został przy użyciu prefabrykowanych belek mostowych ze strunobetonu typu „Kujan”. Niesie dwie dwupasowe jezdnie, wydzielone dwutorowe torowisko tramwajowe i dwa chodniki dla pieszych.